# Avenue Lombart
Pour les articles homonymes, voir Lombart.
L’avenue Lombart est un axe de communication de Fontenay-aux-Roses dans les Hauts-de-Seine.

## Situation et accès

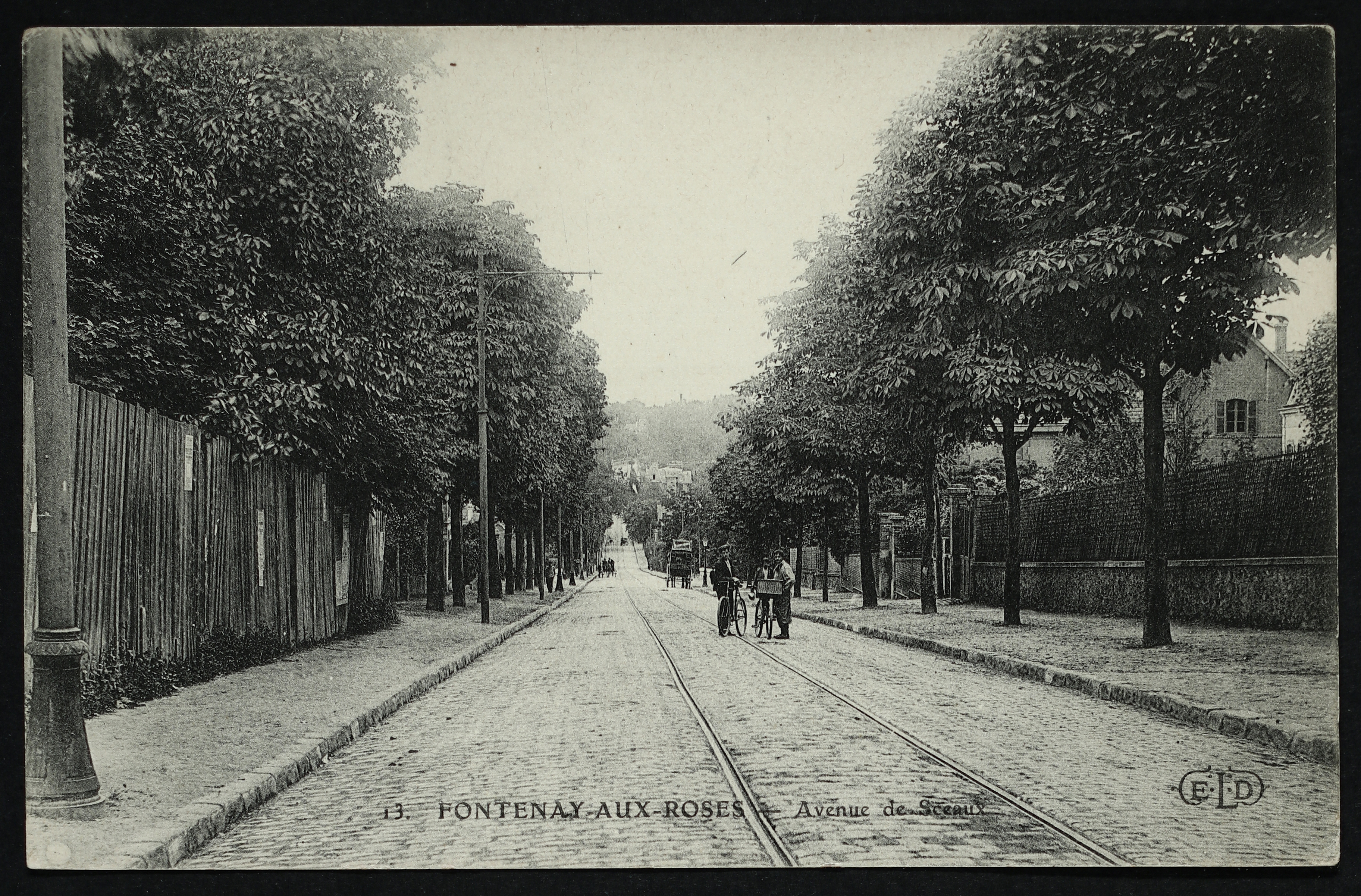
Carte postale de Fontenay-aux-Roses montrant l'avenue de Sceaux.

L'avenue Lombart commence son tracé au nord, dans l'axe de la rue Marx-Dormoy, au croisement de la rue Boucicaut et de la rue des Bénards. Elle longe brièvement la promenade départementale des Vallons-de-la-Bièvre, se dirige vers le sud-est puis bifurque vers le sud, passe le long du square des Anciens-Combattants, pour se terminer à l'intersection de la rue de Fontenay, de l'avenue Jean-Perrin et de l'avenue Paul-Langevin, toutes deux limitrophes de Sceaux.
Environ à mi-chemin, elle est accessible par la gare de Fontenay-aux-Roses.

## Origine du nom

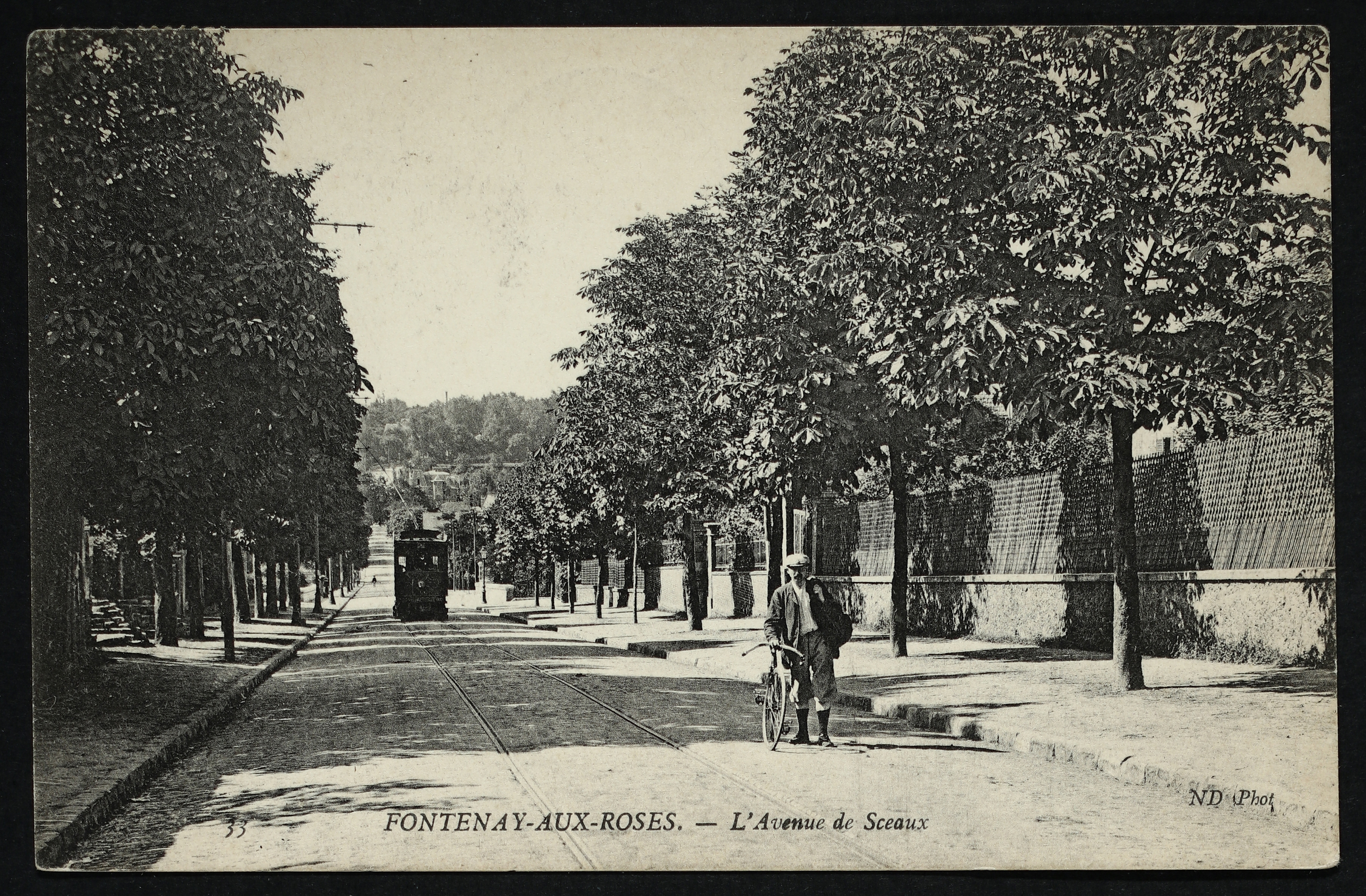
L'avenue de Sceaux vers 1900.

Cette avenue tient son nom de Jules Lombart (1830-1915), fondateur des Chocolats Lombart. Il acquit le château   Boucicaut et devint conseiller municipal en 1894. Il finança le Bureau de Bienfaisance et fit agrandir l'hospice Boucicaut. Son fils, Jules-François, devint maire de la ville de mars à mai 1896.

## Historique

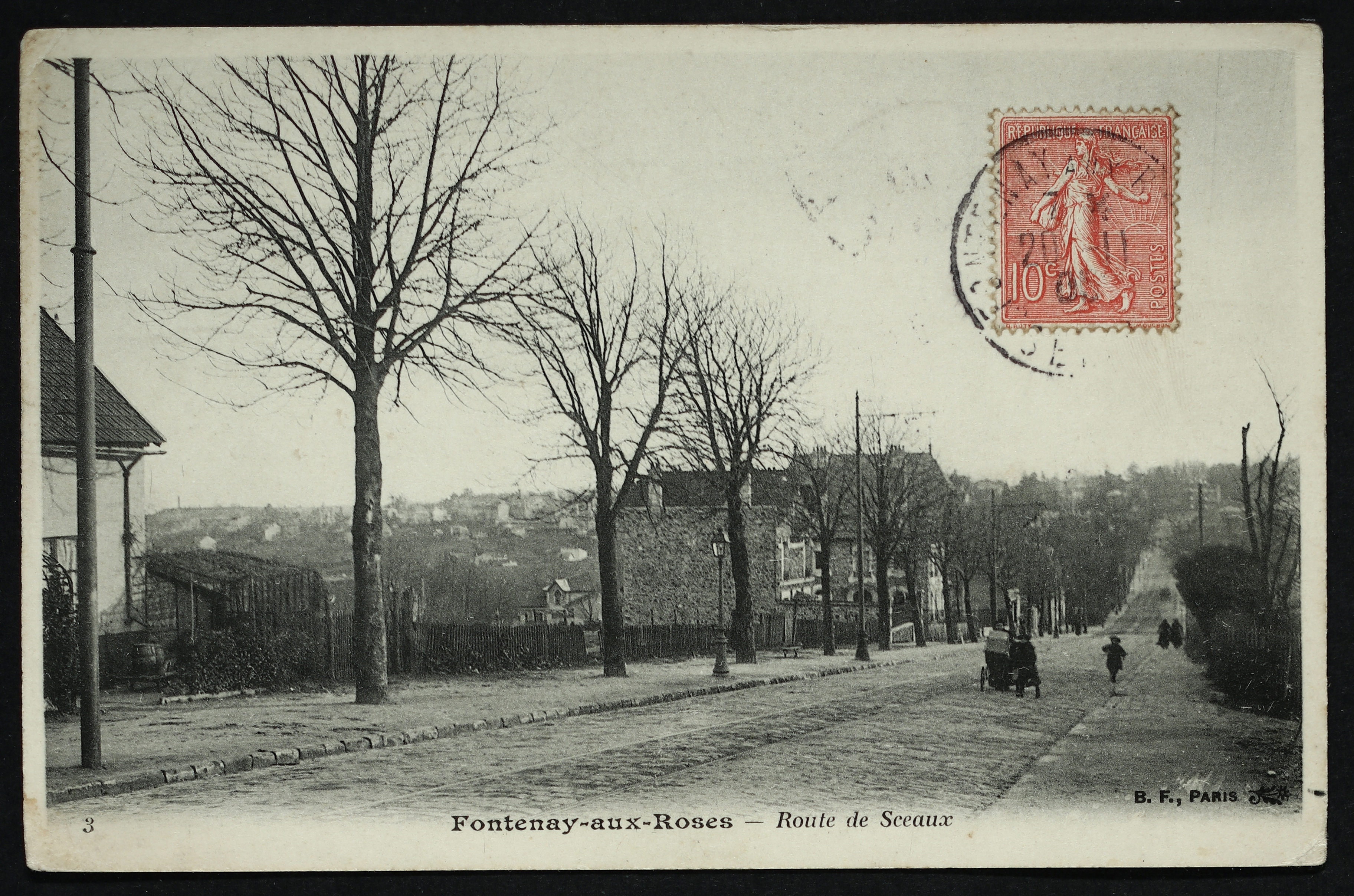
Carte postale de Fontenay-aux-Roses montrant la route de Sceaux.

L'écrivain Paul Scarron possédait une maison à cet endroit.
En 1849, l'écrivain Alexandre Dumas, dans la nouvelle La rue de Diane à Fontenay-aux-Roses extraite du recueil Les Mille et Un Fantômes, décrit une partie de chasse dans ce qui était alors un village:

« Mais ce qu'il y avait dans ce champ, ce que j'y avais avisé dans le désir de retraite qui s'était déjà emparé de moi depuis plus de deux heures, c'était un chemin creux qui, me dérobant aux regards des autres chasseurs, devait me ramener, par la route de Sceaux, droit à Fontenay-aux-Roses. »

## Bâtiments remarquables et lieux de mémoire

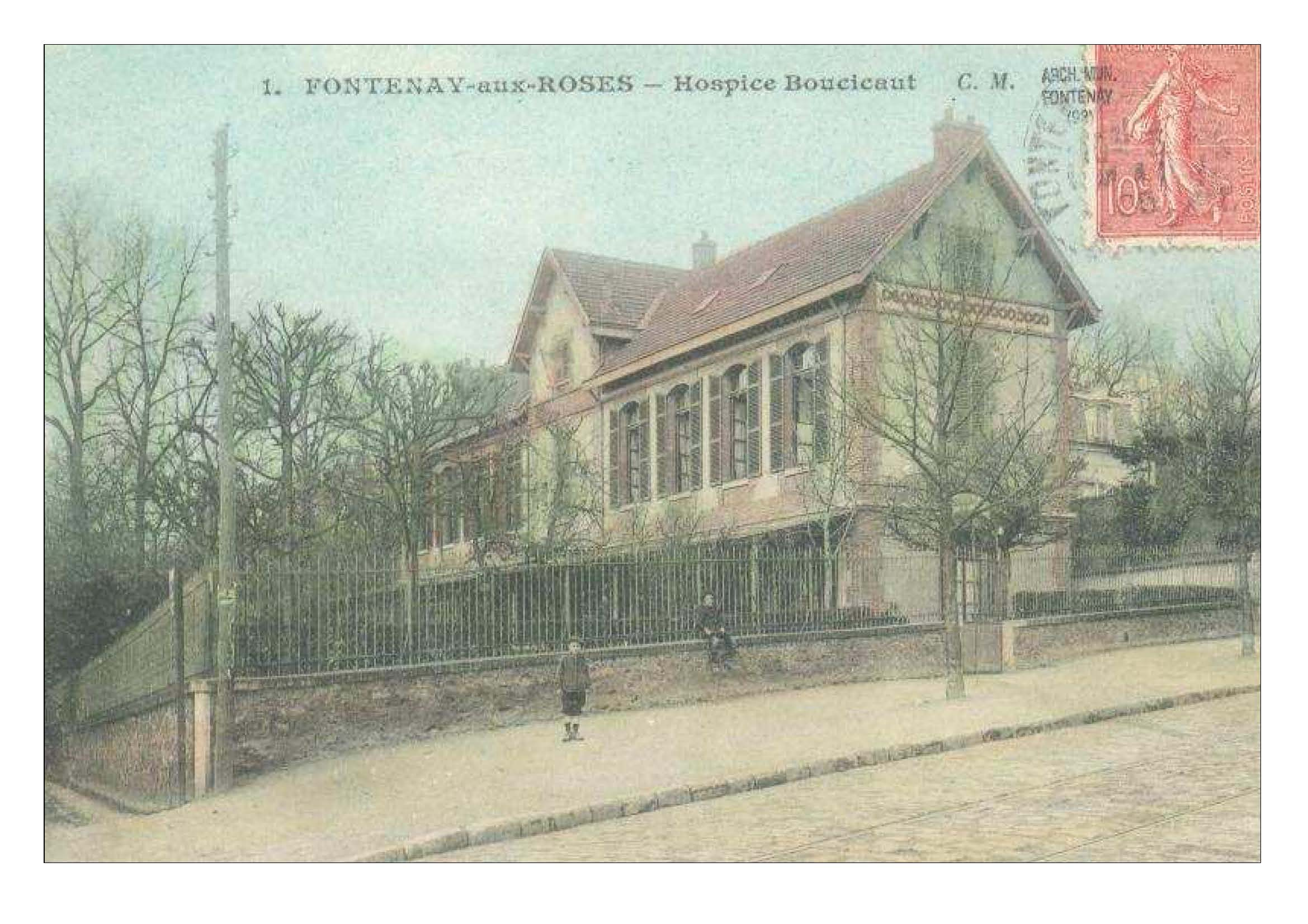
L'hospice Boucicaut, construit par Marguerite Boucicaut, vers 1900.

- Emplacement de l'ancien Château Boucicaut, détruit en 1954[6].
- Hospice Boucicaut[7].
- Villa Thouvenel.
- Emplacement de l'ancienne Teinturerie Leroux, fondée en 1872, qui tirait partie de l'alimentation en eau du ru Fortune, affluent du ru de la Fontaine du Moulin[8].
- École normale supérieure de Fontenay-aux-Roses, dissoute en 1987.
- Ancien asile Ledru-Rollin, créé le 24 mars 1890 par délibération de la Ville de Paris.